# Кукулевка
Кукулевка (укр. Кукулівка), село (до 2010 г. — посёлок),
Борковский сельский совет,
Змиёвский район,
Харьковская область.
Код КОАТУУ — 6321780508. Население по переписи 2001 года составляет 82 (42/40 м/ж) человека.

## Географическое положение
Село Кукулевка находится между балками Поворотная и Сивощина, в 2-х км от села Джгун.

## История
- 1685 — дата основания.
- 1959 — изменение статуса на посёлок.
- 2010 — изменение статуса на село.

## Экономика
- Молочно-товарная ферма.

## Достопримечательности
- Братская могила советских воинов.